# Farkas–Ratkó-díj
A Farkas–Ratkó-díj (1928-ig Farkas–Raskó-díj) a Pesti Magyar Színház és az új Nemzeti Színház két társulata között kiosztott elismerés. 1884-től 2000-ig, a régi Nemzeti Színház utolsó évadjáig, egy-egy kivételtől eltekintve minden évben kiadták a társulat tagjainak titkos szavazatai alapján. 2000-től azonban, amikor a régi Nemzeti Színház a Pesti Magyar Színház elnevezést kapta, senki nem rendelkezett a díj további sorsáról, így 2001–2004 között nem is adtak át ilyen díjat. 2005-ben a Pesti Magyar Színház és az új Nemzeti Színház vezetői – Iglódi István és Jordán Tamás – kompromisszumos megoldása alapján alakult ki: a „vándorgyűrű” a két színház társulata váltakozva, titkosan szavaz, és ez után kerül kiadásra színészeik között. A jutalom a legendás vándorgyűrű másolata.
A díjat eleinte minden év április 6-án adták át, majd később – egészen a mai napig – az évadzáró társulati üléseken.

## Története
Farkas István pécsi ügyvéd és felesége, Raskó Celesztin – Magyarországon elsőként – a színészi teljesítmény díjazására alapítványt tett. Az első díjátadó ünnepséget Farkas István halála után, 1884. április 6-án (Celesztin napján) tartották, a Nemzeti Színházban. Kezdetben – az alapítványtevő végakaratának megfelelően – hazafias érzelmű, a szabadságharc eszméit hűen képviselő színész vagy színésznő kapta az ösztöndíjat. Néhány év múlva a Nemzeti Színház társulata úgy határozott, hogy a legjobb alakítást nyújtó fiatal színész kapja a díjat, a társulati tagok titkos szavazása alapján. 1921-ben anyagi forrás hiányában a Farkas–Raskó-alapítvány megszűnt.
1923-ban a Nemzeti Színház ezüstgyűrűt csináltatott és ezentúl ez lett a Farkas–Raskó-díj jutalma. Kávási Klára, a Nemzeti Színház könyvtárának és archívumának vezetője derített fényt arra, hogy az 1928-ban kiadott Schöpflin-féle Magyar színművészeti lexikon szócikkében Raskó Celesztin nevét tévedésből Ratkó Ilonának írták, s az elismerés elnevezése ekkor módosult tévesen Farkas–Ratkó-díjra.
2001. szeptember 1-től a Hevesi Sándor téri Nemzeti Színház megszűnt, a társulat Pesti Magyar Színház néven folytatta munkáját, a díj további sorsáról viszont senki nem rendelkezett, így 2004-ig nem adták ki. 2005-től kezdve páratlan években a Nemzeti Színház társulatának tagjai, páros években a Pesti Magyar Színház tagjai döntenek titkos szavazással a legjobb alakítást nyújtó színész vagy színésznő díjazásáról.

## Díjazottak

### 1884–2000
- 1884: Mihályfi Károly
- 1885: Fáy Szeréna
- 1886: Alszeghy Irma
- 1887: Palotai Piroska
- 1888: Horváth Zoltán
- 1889: Dömjén Rózsa
- 1890: Zilahy Gyula
- 1891: Boér Hermin
- 1892: Császár Imre
- 1893: György Ilona
- 1894: Latabár Kálmán Árpád
- 1895: Maróthy Margit
- 1896: Dezső József
- 1897: Ligeti Juliska
- 1898: Bakó László
- 1899: Nagy Ibolya
- 1900: Paulay Ede
- 1901: Rózsahegyi Kálmán
- 1902: Tuboly Klementin
- 1903: Mészáros Lajos
- 1904: Paulay Erzsi
- 1905: Szőke Lajos
- 1906: Demjén Mari
- 1907: Hajdú József
- 1908: Váradi Aranka
- 1909: Mészáros Alajos
- 1910: Aczél Ilona
- 1911: Garamszeghy Sándor
- 1912: Kelemen Mária
- 1913: Lubinszky Tibor
- 1914: Rosos Giza
- 1915: Gabányi László
- 1916: Mátray Erzsi
- 1917: Pataki József
- 1918: Ághy Böske
- 1919: Szőke Lajos
- 1920: Iványi Irén
- 1921: Szathmáry Lajos
- 1922: nem adták ki
- 1923: Tasnádi Ilona
- 1924: Ónodi Ákos
- 1925: Somogyi Erzsi
- 1926: Turányi Alajos
- 1927: Vándory Margit
- 1928: Hosszú Zoltán
- 1929: Szabó Margit
- 1930: Forgács Antal
- 1931: Környey Paula
- 1932: Somody Kálmán
- 1933: Eőry Kató
- 1934: Timár József
- 1935: Olthy Magda
- 1936: Tapolczai Gyula
- 1937: Rápolthy Anna
- 1938: Juhász József
- 1939: Szeleczky Zita
- 1940: Apáthy Imre
- 1941: Gobbi Hilda
- 1942: Ungváry László
- 1943: Szörényi Éva és Mészáros Ági
- 1944: Újlaky László
- 1945: nem adták ki
- 1946: Lukács Margit
- 1947: Gellért Endre
- 1948: Bánki Zsuzsa
- 1949: Pásztor János
- 1950: Ruttkai Éva
- 1951: Bessenyei Ferenc
- 1952: Ferrari Violetta
- 1953: Hindi Sándor
- 1954: Máthé Erzsi
- 1955: Horkai János
- 1956: Berek Kati
- 1957: Raksányi Gellért
- 1958: Kohut Magda
- 1959: Kállai Ferenc
- 1960: Törőcsik Mari
- 1961: Konrád Antal [?]
- 1962: Pápai Erzsi
- 1963: Horváth József
- 1964: Bara Margit
- 1965: Sinkovits Imre
- 1966: Váradi Hédi
- 1967: Sztankay István
- 1968: nem adták ki
- 1969: Csernus Mariann
- 1970: Őze Lajos
- 1971: Zolnay Zsuzsa
- 1972: Gelley Kornél
- 1973: Tatár Eszter
- 1974: Sinkó László
- 1975: Ronyecz Mária
- 1976: Pathó István
- 1977: Bodnár Erika
- 1978: Benedek Miklós
- 1979: Császár Angela
- 1980: Szacsvay László
- 1981: Moór Marianna
- 1982: Balkay Géza
- 1983: Császár Angela
- 1984: Oszter Sándor
- 1985: Kubik Anna
- 1986: Bubik István
- 1987: Pregitzer Fruzsina
- 1988: Rubold Ödön
- 1989: Papadimitriu Athina
- 1990: Rubold Ödön
- 1991: Götz Anna
- 1992: Rubold Ödön és Szirtes Gábor
- 1993: Varga Mária
- 1994: ifj. Jászai László
- 1995: Varga Mária
- 1996: Végh Péter
- 1997: Csomor Csilla
- 1998: Bede-Fazekas Szabolcs és Tóth Sándor
- 1999: Soltész Erzsébet
- 2000: ifj. Jászai László

### 2005-től
- 2005: Blaskó Péter – Nemzeti Színház
- 2006: Ruttkay Laura – Pesti Magyar Színház
- 2007: Stohl András – Nemzeti Színház
- 2008: Jegercsik Csaba – Pesti Magyar Színház
- 2009: László Zsolt –  Nemzeti Színház
- 2010: Gémes Antos – Pesti Magyar Színház
- 2011: –
- 2012: –
- 2013: Fillár István – Pesti Magyar Színház
- 2014: Szatory Dávid – Nemzeti Színház[2]
- 2015: Pavletits Béla – Pesti Magyar Színház[3]
- 2016: Fehér Tibor – Nemzeti Színház[4]
- 2017: Szatmári Attila – Pesti Magyar Színház[5]
- 2018: Farkas Dénes – Nemzeti Színház[6]
- 2019ː Takács Géza – Pesti Magyar Színház[7]
- 2020: Berettyán Sándor – Nemzeti Színház[8]
- 2021: Kovács Panka - Pesti Magyar Színház[9]
- 2022ː Herczegh Péter - Nemzeti Színház[10]
- 2023: Rancsó Dezső - Pesti Magyar Színház[11]
- 2024ː Herczegh Péter - Nemzeti Színház[12]
- 2025: Kosznovszky Márton - Magyar Színház[13]